# Weyer (Allemagne)
Pour les articles homonymes, voir Weyer (homonymie).
Weyer est une municipalité du Verbandsgemeinde Loreley, dans l'arrondissement de Rhin-Lahn, en Rhénanie-Palatinat, dans l'ouest de l'Allemagne.